# Raban von Haehling
Raban von Haehling (eigentlich Raban Haehling von Lanzenauer, * 9. März 1943 in Breslau) ist ein deutscher Althistoriker.

## Leben
Raban von Haehling ist der Sohn von Alois Haehling von Lanzenauer und Josepha Haehling von Stockhausen sowie der jüngere Bruder des Wirtschaftswissenschaftlers Christoph Haehling von Lanzenauer. Er studierte von 1965 bis 1975 Geschichte, Theologie und lateinische Philologie an der Universität Bonn. Dort wurde er 1975 bei Johannes Straub mit der Arbeit Die Religionszugehörigkeit der hohen Amtsträger des Römischen Reiches seit Constantins I. Alleinherrschaft bis zum Ende der Theodosianischen Dynastie promoviert, in der er die Beamtenschaft während der konstantinischen und theodosianischen Dynastie auf deren Religion hin untersuchte. Von 1975 bis 1976 war er wissenschaftlicher Mitarbeiter in Bonn. Von 1976 bis 1982 war er Assistent an der Universität Düsseldorf. Von 1982 bis 1984 empfing von Haehling ein Habilitationsstipendium der DFG, und von 1984 bis 1991 war er erneut Assistent in Düsseldorf. 1987 erfolgte dort die Habilitation mit einer Arbeit über Augustus und Titus Livius.
1990 hatte er eine Lehrstuhlvertretung an der Universität Mannheim. Als Vertretungsprofessor lehrte er von 1991 bis 1992 an der Universität Marburg. 1993 übernahm er einen Lehrauftrag an der Universität Wuppertal. Von 1992 bis 1995 lehrte er als Vertretungsprofessor an der RWTH Aachen, anschließend war von Haehling dort von 1995 bis zu seinem Ruhestand 2008 ordentlicher Professor auf dem Lehrstuhl für Alte Geschichte. Sein Nachfolger in Aachen wurde Klaus Freitag. Zu seinem 65. Geburtstag wurde er von seinen Aachener Schülern mit der Festschrift Ille operum custos geehrt.
Haehling ist Spezialist für die Spätantike und die griechische und römische Geschichtsschreibung.

## Schriften (Auswahl)
Monographien
- Die Religionszugehörigkeit der hohen Amtsträger des Römischen Reiches seit Constantins I. Alleinherrschaft bis zum Ende der Theodosianischen Dynastie (324–450 bzw. 455 n. Chr.) (= Antiquitas. Reihe 3: Abhandlungen zur Vor- und Frühgeschichte, zur klassischen und provinzial-römischen Archäologie und zur Geschichte des Altertums. Bd. 23). Habelt, Bonn 1978, ISBN 3-7749-1414-1 (Teilweise zugleich: Bonn, Universität, Dissertation, 1975).
- Zeitbezüge des T. Livius in der ersten Dekade seines Geschichtswerkes. Nec vitia nostra nec remedia pati possumus (= Historia. Einzelschriften. H. 61). Steiner-Verlag Wiesbaden, Stuttgart 1989, ISBN 3-515-05117-1 (Zugleich: Universität Düsseldorf, Habilitationsschrift, 1986/1987).

Herausgeberschaften
- Griechische Mythologie und frühes Christentum. Wissenschaftliche Buchgesellschaft, Darmstadt 2005, ISBN 3-534-18528-5.
- Rom und das himmlische Jerusalem. Die frühen Christen zwischen Anpassung und Ablehnung. Wissenschaftliche Buchgesellschaft, Darmstadt 2000, ISBN 3-534-14592-5.
- mit Andreas Schaub: Römisches Aachen. Archäologisch-historische Aspekte zu Aachen und der Euregio. Schnell und Steiner Verlag, Regensburg 2013, ISBN 978-3-7954-2598-2.